# Jeph Loeb
Jeph Loeb (29 de janeiro de 1958) é um roteirista de histórias em quadrinhos, filmes e séries de televisão dos Estados Unidos. Foi produtor e roteirista da série Heroes, e também escreveu para séries como Lost e Smallville. Também é famoso pelo roteiro do filme Commando. De 2010 a 2019, chefiou a Marvel Television, departamento de TV da Marvel.

## Obras de destaque nos quadrinhos

### DC Comics
- Superman For All Seasons (pt-br: Superman As Quatro Estações), 1998[5]
- Batman: The Long Halloween (pt-br: Batman: O Longo Dia das Bruxas), 1996-1997
- Batman: Dark Victory (pt-br: Batman: Vitória Sombria), 1999
- Batman: Hush (pt-br: Batman: Silêncio), 2002-2003

### Marvel Comics
- Daredevil: Yellow (pt-br: Demolidor: Amarelo), 2001
- Hulk: Gray (pt-br: Hulk: Cinza), 2003
- Spider-Man: Blue (pt-br: Homem-Aranha: Azul), 2002
- Captain America: White, 2015[6]
- Ultimatum, 2009

## Prêmios

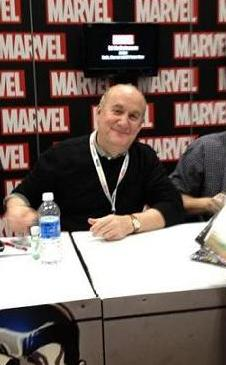
Jeph Loeb na New York Comic-Con 2012

### Eisner Awards
- 1998 Melhor série limitada por Batman: The Long Halloween[7]
- 1999 Melhor republicação por Batman: The Long Halloween[8]
- 2002 Melhor republicação por Batman: Dark Victory[9]
- 2007 Melhor publicação em título único por Batman/The Spirit #1[10]

### Wizard Fan Awards
- 1997 Publicação única ou minissérie favorita por Batman The Long Halloween
- 1998 Publicação única ou minissérie favorita por Superman For All Seasons
- 2003 Melhor momento do ano nos quadrinhos pelo retorno de como Jason Todd como Cara de Barro em Batman #617 (Batman:Silêncio)
- 2003 Personagem coadjuvante favorito para Mulher-Gato (em Batman)[11]